# 福性寺 (東京都北区)
福性寺（ふくしょうじ）は、日本の東京都北区にある真言宗豊山派の寺院。

## 概要
創建年代は不明であるが、1339年（暦応2年）の板碑あるので、その頃から寺が存在していたものと推測される。隣の白山神社の旧別当寺でもある。
当寺の山門の扁額は梵字で書かれている（画像参照）。意味は「聖なる真言陀羅尼宗の寺」とのことである。

## 交通アクセス
- 梶原停留場より徒歩8分。